# Slivo Pole
Slivo Pole (bulharsky Сливо поле) je město ležící v severním Bulharsku, v Dolnodunajské nížině, 5 kilometrů od řeky Dunaj. Je správním střediskem stejnojmenné obštiny a žije v něm přibližně 3 300 obyvatel.

## Historie
Místo osídlili již v pravěku Thrákové, jak dokládají nálezy asi 2 km od současného města. Poprvé je obec uváděna v osmanských dokumentech z roku 1656 pod názvem Slivolik, Rusčucká kaza, Rusčucký vilájet. Obyvatelé se na počátku 19. století v důsledku morové epidemie přesídlili na současné místo a od té doby nesla obec název Köseler Mahale. Po skončení krymské války se v roce 1856 ve vesnici usadili krymští Tataři a v roce 1863 také Bulhaři z Ruse a Rumunska. Osada byla přejmenována na Büük Islepol, později Islepol a po získání nezávislosti Bulharska na Slepovo. Současný název nese obec od roku 1912. Městem bylo Slivo Pole prohlášeno rozhodnutím Rady ministrů č. 782 ze dne 18. května 2011.

## Pozoruhodnosti
Na katastru města leží část chráněné oblasti Kalimok-Brăšlen, kde se s podporou Světové banky obnovuje původní mokřad.

## Obyvatelstvo
Níže uvedená tabulka ukazuje vývoj populace města od třicátých let (1934–2021):
| Rok      | 1934  | 1946  | 1956  | 1965  | 1975  | 1985  | 1992  | 2001  | 2011  | 2021  |
| Populace | 2 401 | 2 563 | 2 624 | 3 055 | 3 420 | 3 578 | 3 319 | 3 359 | 2 990 | 2 774 |

K 15. prosinci 2024 ve městě žilo 3 304 obyvatel a bylo zde trvale hlášeno 3 971 obyvatel. Podle sčítání z 1. února 2011 bylo národnostní složení následující:
- Turci: 1 151 (44.1 %)
- Bulhaři: 1 057 (40.5 %)
- Romové: 286 (11.0 %)
- ostatní[p 2]: 116 (4.4 %)